# Philippa Foot
Philippa Ruth Foot, FBA (geboren Bosanquet; Owston Ferry, 3 oktober 1920 - Oxford, 3 oktober 2010) was een Brits filosoof. Ze was een van de grondleggers van de hedendaagse deugdfilosofie, geïnspireerd op de ethiek van Aristoteles. Een bekend en vaak besproken ethisch dilemma is het door haar beschreven trolleyprobleem.

## Leven en werk
Foot, geboren als Philippa Ruth Bosanquet, was de dochter van Esther Cleveland (1893–1980) en William Sidney Bence Bosanquet (1893–1966), industrieel en voormalig kapitein bij de Coldstream Guards in het Britse leger.  Haar grootvader aan vader's kant was Sir Frederick Albert Bosanquet, advocaat en rechter, en aan moeder's kant Grover Cleveland, de 22e en 24e president van de Verenigde Staten.
Foot kreeg privé-onderwijs thuis en studeerde vervolgens filosofie, politicologie en economie aan het Somerville College in Oxford (1939–1942). Tijdens de Tweede Wereldoorlog en in de naoorlogse periode bekleedde ze enige jaren (1942-1947) een positie als economisch onderzoeksassistent in overheidsdienst. In 1947 keerde ze terug naar het Somerville College waar ze filosofie doceerde, achtereenvolgens als lecturer (1947–1950), fellow en tutor (1950–1969), senior research fellow (1969–1988) en honorary fellow (1988–2010).
In de jaren zestig en zeventig gaf Foot regelmatig gastcolleges in de Verenigde Staten, onder meer aan de Cornell-universiteit, MIT, Universiteit van Californië in Berkeley en de City University of New York. In 1976 werd ze benoemd tot Griffin-hoogleraar filosofie aan de Universiteit van Californië in Los Angeles waar ze tot 1991 doceerde, haar tijd verdelend tussen de Verenigde Staten en het Somerville College in Engeland.
Ze was vijftien jaar (1945–1960) getrouwd met de Britse historicus Michael Foot, wiens achternaam ze na haar scheiding behield.
Foot was langdurig bevriend met de schrijver-filosoof Iris Murdoch, met wie ze in de oorlogsjaren enige tijd een appartement deelde. Met haar collega Elizabeth Anscombe onderhield ze intensief contact door de jaren heen en beiden discussieerden veelvuldig over filosofische vraagstukken.
Naast Murdoch en Anscombe was ze ook bevriend met Mary Midgley. Samen vormden de vier een informeel groepje van vrouwelijke filosofen. Ze hadden elkaar ontmoet aan de Universiteit van Oxford tijdens en na de Tweede Wereldoorlog. Tijdens de oorlogsjaren werden alle mannen ouder dan negentien verplicht om dienst te nemen in het leger. Filosofe Katrien Schaubroeck schreef over deze groep: ‘Zij brachten de feministische gedachte dat vrouwen evengoed aan filosofie kunnen doen als mannen in de praktijk, tijdelijk ongehinderd door de concurrentie van mannelijke leeftijdsgenoten.’

## Ethiek
Hoewel Foot's werk publicaties bevat over specifieke ethische vraagstukken, als abortus en euthanasie, beslissingsvrijheid, deugden en ondeugden, morele dilemma's en een kritiek op het utilitarisme, hield ze zich vooral bezig met fundamentele vragen over de objectiviteit en rationaliteit van de moraal.  
Haar latere werk kan gezien worden als een poging de Aristotelische ethische theorie te moderniseren en aan te tonen dat deze kan worden aangepast aan een hedendaags wereldbeeld en kan concurreren met populaire stromingen als de moderne deontologische en utilistische ethiek. Een deel van haar werk was van grote invloed op de hernieuwde opkomst van de normatieve ethiek binnen de analytische filosofie, met name haar kritiek op het consequentialisme en non-cognitivisme.

## Belangrijkste werk (selectie)
- Virtues and Vices: And Other Essays in Moral Philosophy, Berkeley: University of California Press; Oxford: Blackwell, 1978
- Natural Goodness. Oxford: Clarendon Press, 2001.
- Moral Dilemmas: And Other Topics in Moral Philosophy, Oxford: Clarendon Press, 2002.

## Verantwoording
- Bibsys: 90113964
- Bibliothèque nationale de France: cb120328927 (data)
- CiNii: DA01267866
- Gemeinsame Normdatei: 119282410
- International Standard Name Identifier: 0000 0001 1271 3444
- Library of Congress Control Number: n79055655
- Bibliotheek van het Japanse parlement: 001178552
- Nationale Bibliotheek van Tsjechië: jcu2011653321
- Nationale bibliotheek van Australië: 63539715
- Nationale Bibliotheek van Israël: 987007279153705171
- Nationale Bibliotheek van Polen: a0000002024962
- Nationale en Universitaire bibliotheek Zagreb: 000309598
- Nederlandse Thesaurus van Auteursnamen: 068249489
- Istituto Centrale per il Catalogo Unico: MILV014018
- Système universitaire de documentation: 028506413
- Trove: 1851690
- Virtual International Authority File: 108873879
- WorldCat: E39PBJrgMgMGqXDXmG6BxjkMT3